# Президентські вибори у США 1996
Президентські вибори в США 1996 року — 53 послідовні вибори президента та віцепрезидента США на чотирирічний термін. Учасники президентських виборів від основних партій — чинний президент Білл Клінтон (демократ) та Боб Доул (республіканець).
Крім представників основних 2 партій у виборах брали участь кандидати від партії реформ, зелених, лібертаріанців та ін. (Росс Перо, Ральф Нейдер та ін.).
Перемогу на виборах здобув Білл Клінтон, переобраний на другий президентський термін.

## Загальні відомості
Стаття Друга Конституції передбачає, що Президент і Віцепрезидент Сполучених Штатів повинні бути природженими громадянами США, принаймні 35-річного віку, і жити в країні протягом не менш ніж 14-ти років. Кандидати в президенти найчастіше висуваються від однієї з різних політичних партій США, і в цьому випадку кожна зі сторін розробляє метод (наприклад, праймеріз), щоб вибрати того, хто, на думку партії, найкраще підходить для висунення на цю посаду. Традиційно, праймеріз — це непрямі вибори, в яких виборці голосують за делегата, який зобов'язується підтримати певного кандидата. Члени партії офіційно номінують кандидата для висунення від імені партії. Загальні вибори в листопаді також є непрямими, коли виборці голосують за членів Колегії виборників; ці виборники, своєю чергою, безпосередньо обирають президента і віцепрезидента.

## Результати
| Кандидат в президенти/Віце-президенти | Партія                 | Виборці    | Виборці | Виборники |
| Кандидат в президенти/Віце-президенти | Партія                 | Кількість  | %       | Виборники |
| ------------------------------------- | ---------------------- | ---------- | ------- | --------- |
| Білл Клінтон/Альберт Гор              | Демократична партія    | 47 400 125 | 49,2 %  | 379       |
| Роберт Доул/Джек Кемп                 | Республіканська партія | 39 198 755 | 40,7 %  | 159       |
| Росс Перо/Джеймс Стокдейл             | (незалежні кандидати)  | 7 707 367  | 8,0 %   | 0         |
| Гаррі Браун/Джо Йоргенсен             | Лібертаріанська партія | 485 759    | 0,5 %   | 0         |
| Інші                                  | _                      | 2 023 183  | 1,6 %   | 0         |

Перемогу на виборах здобув чинний президент Білл Клінтон. За нього було подано менше 50 % голосів, однак цього вистачило для перемоги. Таким чином, Білл Клінтон став третім президентом США, що двічі перемагав на виборах та жодного разу не отримав абсолютної більшості голосів. До нього такий самий результат показували його попередники по Демократичній партії Гровер Клівленд (вибори 1884 та 1892 років, балотувався також в 1888, але програв Бенджаміну Гаррісону) та Вудро Вільсон (вибори 1912 та 1916 років).
У Виборах вдруге взяв участь Росс Перо, чия участь у попередніх президентських виборах фактично позбавило Джорджа Буша-старшого переобрання на другий президентський термін. Обидва рази Перо йшов на вибори з програмою близькою за принципами до Республіканської партії, таким чином відбираючи у республіканців електорат та підвищуючи шанси демократів на перемогу. На виборах 1996 року він не був допущений до тристоронніх теледебатів (на виборах 1992 участь в них забезпечила йому близько 19 % голосів), попри це, показав один з найвищих результатів серед кандидатів від двох непровідних партій.
Вважається що якщо б голоси віддані за Роса Перо дісталися Бобу Доулу, то він виграв би вибори з результатом 286 голосів вибірників.

## Результати по штатах
| Штат                       | Виборників | Білл Клінтон | Боб Доул | Росс Перо | Інші  |
| -------------------------- | ---------- | ------------ | -------- | --------- | ----- |
| Алабама                    | 9          | 43,2 %       | 50,1 %   | 6,0 %     | 0,7 % |
| Аляска                     | 3          | 33,3 %       | 50,8 %   | 10,9 %    | 5,0 % |
| Аризона                    | 6          | 46,5 %       | 44,3 %   | 8,0 %     | 1,2 % |
| Арканзас                   | 6          | 53,7 %       | 36,8 %   | 7,9 %     | 1,6 % |
| Айдахо                     | 4          | 43,2 %       | 50,1 %   | 6,0 %     | 0,7 % |
| Айова                      | 7          | 50,3 %       | 39,9 %   | 8,5 %     | 1,3 % |
| Вайомінг                   | 3          | 36,8 %       | 49,8 %   | 12,3 %    | 1,1 % |
| Вашингтон                  | 11         | 49,8 %       | 37,3 %   | 8,9 %     | 3,9 % |
| Вермонт                    | 3          | 53,4 %       | 31,1 %   | 12,0 %    | 3,6 % |
| Вірджинія                  | 13         | 45,1 %       | 47,1 %   | 6,6 %     | 1,1 % |
| Вісконсин                  | 11         | 48,8 %       | 38,5 %   | 10,4 %    | 2,4 % |
| Делавер                    | 3          | 51,8 %       | 36,6 %   | 10,6 %    | 1,0 % |
| Джорджія                   | 13         | 45,8 %       | 47,0 %   | 6,4 %     | 0,8 % |
| Гаваї                      | 4          | 56,9 %       | 31,6 %   | 7,6 %     | 3,8 % |
| Західна Вірджинія          | 5          | 51,5 %       | 36,8 %   | 11,3 %    | 0,5 % |
| Іллінойс                   | 22         | 54,3 %       | 36,8 %   | 8,0 %     | 0,8 % |
| Індіана                    | 12         | 41,5 %       | 47,1 %   | 10,5 %    | 0,8 % |
| Каліфорнія                 | 54         | 51,1 %       | 38,2 %   | 7,0 %     | 3,7 % |
| Канзас                     | 6          | 36,1 %       | 54,3 %   | 8,6 %     | 1,0 % |
| Кентуккі                   | 8          | 45,8 %       | 44,9 %   | 8,7 %     | 0,6 % |
| Колорадо                   | 8          | 44,4 %       | 45,8 %   | 6,6 %     | 3,2 % |
| Коннектикут                | 8          | 52,8 %       | 34,7 %   | 10,0 %    | 2,5 % |
| Луїзіана                   | 9          | 52,0 %       | 39,9 %   | 6,9 %     | 1,1 % |
| Массачусетс                | 12         | 61,5 %       | 28,1 %   | 8,9 %     | 1,6 % |
| Міннесота                  | 10         | 51,1 %       | 35,0 %   | 11,8 %    | 2,2 % |
| Міссісіпі                  | 7          | 44,1 %       | 49,2 %   | 5,8 %     | 0,9 % |
| Міссурі                    | 11         | 47,5 %       | 41,2 %   | 10,1 %    | 1,2 % |
| Мічиган                    | 18         | 51,7 %       | 38,5 %   | 8,7 %     | 1,1 % |
| Монтана                    | 3          | 41,2 %       | 44,1 %   | 13,6 %    | 1,1 % |
| Мен                        | 4          | 51,6 %       | 30,8 %   | 14,2 %    | 3,4 % |
| Меріленд                   | 10         | 54,2 %       | 38,3 %   | 6,5 %     | 1,0 % |
| Небраска                   | 5          | 35,0 %       | 53,7 %   | 10,5 %    | 0,9 % |
| Невада                     | 4          | 43,9 %       | 42,9 %   | 9,5 %     | 3,7 % |
| Нью-Гемпшир                | 4          | 49,3 %       | 39,4 %   | 9,7 %     | 1,6 % |
| Нью-Джерсі                 | 15         | 53,7 %       | 35,9 %   | 8,5 %     | 1,9 % |
| Нью-Мексико                | 5          | 49,2 %       | 41,9 %   | 5,8 %     | 3,2 % |
| Нью-Йорк                   | 33         | 59,5 %       | 30,6 %   | 8,0 %     | 1,9 % |
| Огайо                      | 21         | 47,4 %       | 41,0 %   | 10,7 %    | 1,0 % |
| Оклахома                   | 8          | 40,4 %       | 48,3 %   | 10,8 %    | 0,5 % |
| Орегон                     | 7          | 47,2 %       | 39,1 %   | 8,8 %     | 5,0 % |
| Пенсільванія               | 23         | 49,2 %       | 40,0 %   | 9,6 %     | 1,3 % |
| Род-Айленд                 | 4          | 59,7 %       | 26,8 %   | 11,2 %    | 2,3 % |
| Північна Дакота            | 3          | 40,1 %       | 46,9 %   | 12,2 %    | 0,7 % |
| Північна Кароліна          | 14         | 44,0 %       | 48,7 %   | 6,7 %     | 0,6 % |
| Теннессі                   | 11         | 48,0 %       | 45,6 %   | 5,6 %     | 0,8 % |
| Техас                      | 32         | 43,8 %       | 48,8 %   | 6,7 %     | 0,7 % |
| Федеральний округ Колумбія | 3          | 85,2 %       | 9,3 %    | 1,9 %     | 3,5 % |
| Флорида                    | 25         | 48,0 %       | 42,3 %   | 9,1 %     | 0,5 % |
| Південна Дакота            | 3          | 43,0 %       | 46,5 %   | 9,7 %     | 0,8 % |
| Південна Кароліна          | 8          | 43,9 %       | 49,9 %   | 5,6 %     | 0,7 % |
| Юта                        | 5          | 33,3 %       | 54,4 %   | 10,0 %    | 2,3 % |